# Томас Вайсбекер
То́мас Ва́йсбекер (нім. Thomas Weisbecker; нар. 24 лютого 1949, Фрайбург-ім-Брайсгау, Баден-Вюртемберг, Федеративна Республіка Німеччина — 2 березня 1972, Аугсбург, Баварія, Федеративна Республіка Німеччина) — західнонімецький терорист, член ліворадикальних терористичних організацій «Рух 2 червня», «Гашребеллен», «Тупамарос Західного Берліну» та «Фракція Червоної армії» (RAF).

## Життєпис

### Ранні роки
Народився 24 лютого 1949 року у місті Фрайбург-ім-Брайсгау в родині професора Кільського університету Людвіга Вайсбекера. Навчався у Кільській гімназії, коли був виключений. Згодом поновив навчання у гімназії Бісмарка в Карлсруе, яку закінчив 30 червня 1968 року. 
Проживав з родичами у Фрідріхсталі, з часом переїхав до антиавторитарного молодіжного центру «Ротер Турм» — одного із перших самоврядних молодіжних центрів у Німеччині, що самочинно утворив його на території башти Базельських воріт. 

### Терористичні рухи
Під час навчання у Карлсруе Вайсбекер займався агітацією проти так званих «надзвичайних законів», розклеюючи плакати з зображенням Че Гевари. Після погроз виселення з молодіжного центру повернувся до Фрідріхсталю, а згодом, щоб уникнути призову до армії, переїхав до Західного Берліну, де почав контактувати з Комуною I і приєднався до організацій «Гашребеллен» та «Тупамарос Західного Берліну», що у березні 1972 року дала поштовх для утворення «Руху 2 червня».   
«Тупамарос Західного Берліну», також відомі як «Чорні щури», були відповідальні за кілька вибухів і підпалів наприкінці 1969 та на початку 1970 років, зокрема квартири голови окружного суду Гансена, головного прокурора Северина, універмагу KaDeWe, начальника центральної в'язниці Берлін-Тегель та квартири президента тюремної служби Шмідеке.
У лютому 1970 року Томас Вайсбекер був одним з учасників побиття репортера газети «Quick» Горста Ріка. Напад став помстою за фоторепортаж про підриви в Берліні, який з'явився в газеті в січні під назвою «Вся Німеччина має згоріти» (нім. «Ganz Deutschland muss brennen»). Однак достеменно невідомо, чи був Рік автором ціього репортажу.
8 липня 1971 року Вайсбекер, Георг фон Раух і Міхаель Бауман постали перед судом Моабіту за пограбування. У зв'язку з додатковими клопотаннями про надання доказів, засідання перенесли на 16 липня. Вайсбекера та Баумана на цей час звільнили з-під варти, тоді як фон Раух був залишений в ув'язненні через його справи про підпал будівлі та наркотики. Оскільки Вайсбекер і фон Раух мали певну зовнішню схожість, вони видали один себе один за одного і коли суддя попросив Баумана і Вайсбекера залишити залу суду, фон Раух вийшов замість Вайсбекера. Пізніше Вайсбекер розкрив свою особу і був звільнений, але за день знову поданий в розшук за пособництво та підбурювання у втечі ув'язненого. За той короткий термін, що Вайсбекер перебував на волі, йому знову вдалося сховатися, хоча тепер його розшукували вже за двома ордерами на арешт, додавши до справи порушення умовно-дострокового звільнення.

### Смерть
Врешті-решт, поліція вистежила Вайсбекера в Аугсбурзі, де протягом чотирьох тижнів стежила за ним. 2 березня 1972 року він вийшов з дому і рушив до центру міста на викраденому автомобілі, де зайшов до готелю «Талія». Коли він повернувся до машини за кілька хвилин, поліція почала затримання, під час якого Вайсбекер був смертельно поранений в серце. Пізніше поліцейські заявляли, що вогонь було відкрито з метою самозахисту, оскільки злочинець намагався витягнути свою зброю.
Мати Вайсбекера подала позов до суду за підозрою в умисному вбивстві. Розпочате розслідування було припинено прокуратурою Аугсбурга 28 серпня того ж року.

## Увічнення пам'яті
У 1972 році «Фракція Червоної армії» створила «Командос Томаса Вайсбекера» (нім. Kommando Thomas Weisbecker), названу на знак солідарності і в пам'ять про нього. У тому ж році загін терористів здійснив підриви штаб-квартири поліції в Аугсбурзі та Баварського державного управлення кримінального розшуку в Мюнхені.
2 березня 1973 року ім'ям Томаса Вайсбекера було названо засквотовану будівлю, що пізніше стала самоврядним центром молодіжного дозвілля та підтримки молоді в Берліні (нім. Tommy Weisbecker Haus).